# Гулівці (селище)
Гулівці — селище в Україні, у Калинівській міській громаді Хмільницького району Вінницької області.

## Населення
Населення становить 450 осіб.

## Історична довідка
У селищі знайдено слов'янське городище ІХ — ХІ ст.
12 червня 2020 року, відповідно до Розпорядження Кабінету Міністрів України № 707-р, «Про визначення адміністративних центрів та затвердження територій територіальних громад Вінницької області», увійшло до складу Калинівської міської громади.
19 липня 2020 року, в результаті адміністративно-територіальної реформи і ліквідації Калинівського району, селище увійшло до складу новоутвореного Хмільницького району.

## Транспортне сполучення
До села є автомобільна дорога з твердим покриттям.
Поруч проходить і магістральна двоколійна електрифікована залізниця Жмеринка-Козятин.
Основним транспортом села, як і багатьох сіл Вінницької області, залишається залізниця. У селищі розміщується однойменна залізнична станція, на якій зупиняються приміські й регіональні поїзди, сполучаючи селище з обласним та районним центрами і столицею. Приміські поїзди курсують за маршрутом Жмеринка-Козятин (через станції Браїлів, Гнівань, Тюшки, Вінниця, Сосонка, Калинівка, Гулівці, Голендри, Кордишівка) і зворотно. Час руху до районного центру — 8 хв. До обласного центру — 35 хв.

## Пам'ятки
Руїни ставки командувача повітряних сил нацистської Німеччини - знаходяться за 500 м на захід від блок-посту залізничної станції Гулівці Південно-Західної залізниці
Ботанічна пам'ятка природи місцевого значення Бук західний

## Персоналії

### У селищі жили
- письменник Євген Гуцало

### У селищі народилися
- Василь Максимович Яремчук — радянський партизан, Герой Радянського Союзу.